# Chloropsis sonnerati
Il fogliarolo verde maggiore (Chloropsis sonnerati Jardine & Selby, 1827) è un uccello passeriforme della famiglia dei Chloropseidae.

## Etimologia
Il nome scientifico della specie, sonnerati, rappresenta un omaggio a Pierre Sonnerat.

## Descrizione

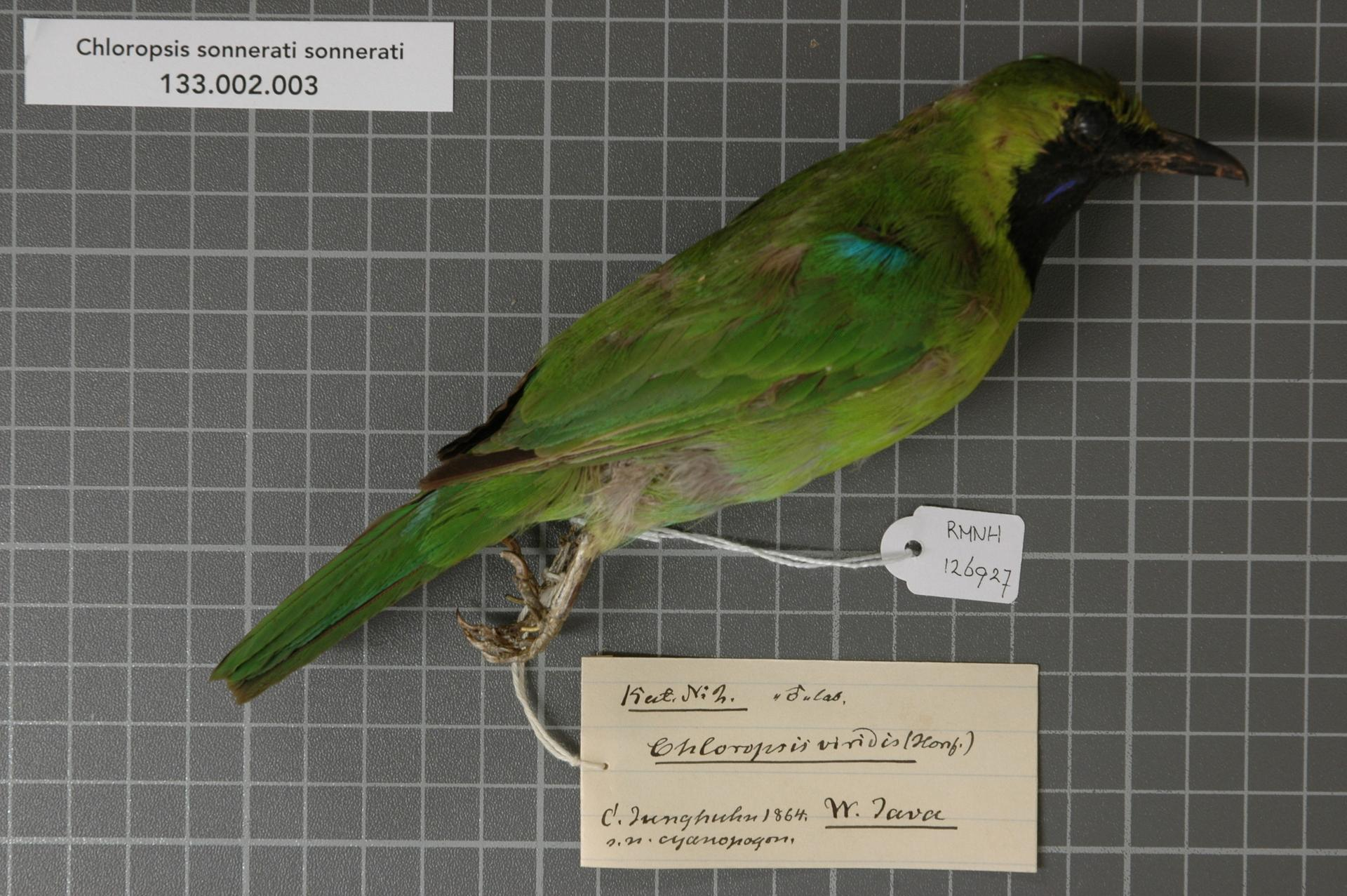
Visione laterale di maschio impagliato.

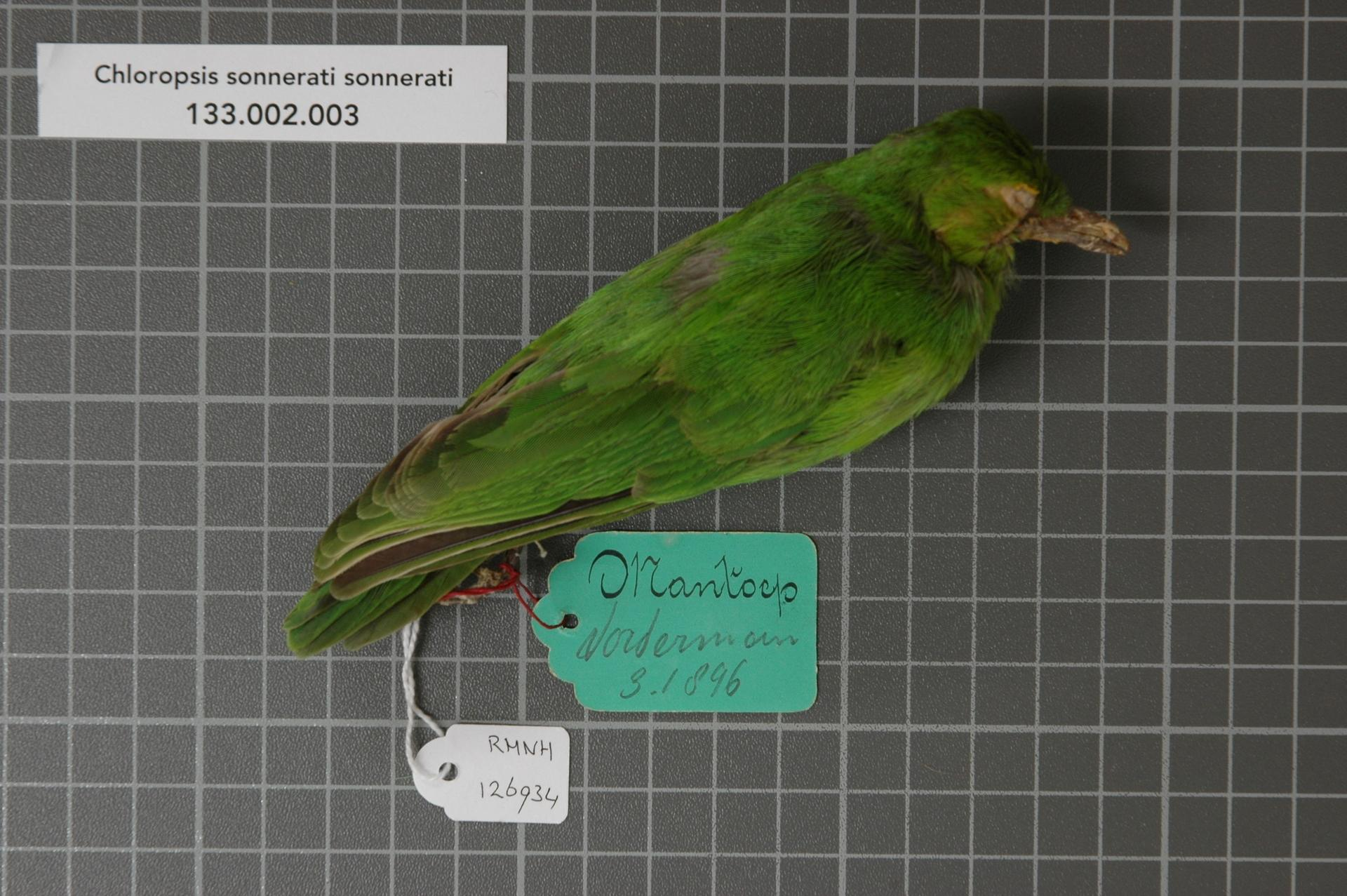
Visione laterale di femmina impagliata.

### Dimensioni
Misura 18-21 cm di lunghezza, per 38-48,2 g di peso: a parità d'età, i maschi pesano fino a un quarto in più rispetto alle femmine.

### Aspetto
Si tratta di uccelli dall'aspetto robusto, muniti di becco conico e allungato, ali arrotondate, coda dall'estremità squadrata e zampe forti.
Il piumaggio presenta dimorfismo sessuale evidente: sebbene ambedue i sessi presentino livrea in massima parte di colore verde brillante con area scapolare dalle intense sfumature azzurre, nei maschi l'area fra la base del becco e gli occhi, oltre alla bavetta, è di colore nero con presenza di due corti mustacchi blu-violetti ai lati del becco, delimitanti proprio la bavetta, caratteristica questa che nella femmina (nella quale ai due lati del becco è presente un accenno di mustacchio azzurro e la gola è verde-giallastra) è del tutto assente.
In ambedue i sessi il becco e le zampe sono di colore nerastro, mentre gli occhi sono di colore bruno scuro, con presenza di cerchio perioculare giallino.

## Biologia

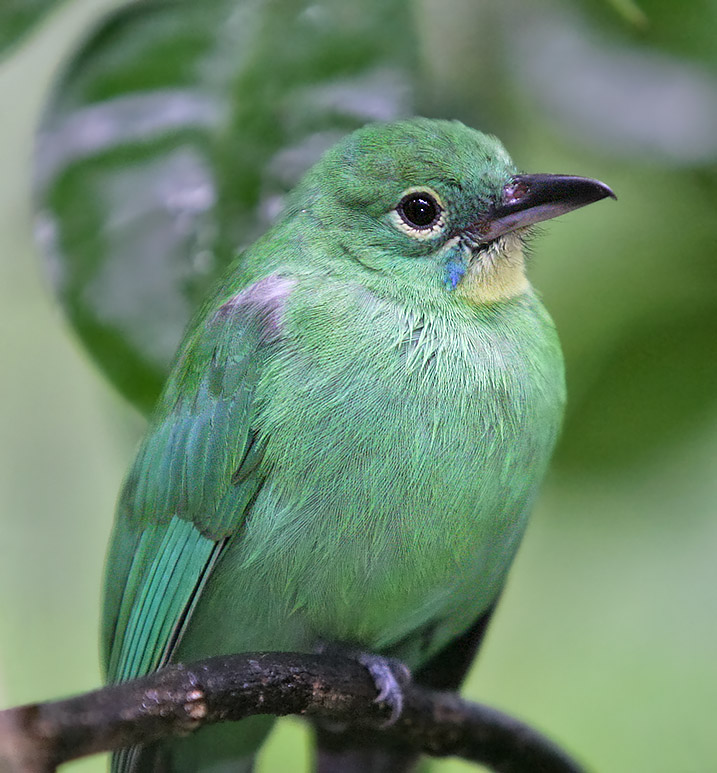
Femmina in cattività.

Si tratta di uccelli diurni e solitari, che vivono nella canopia, passando la maggior parte della loro giornata alla ricerca di cibo fra il fogliame, talvolta aggregandosi a stormi misti in compagnia di altre specie dalle abitudini di vita similari.
Il richiamo di questi uccelli è costituito da una sequenza musicale di suoni che vanno dai cinguettii ai gracchi.

### Alimentazione
Uccelli onnivori e generalisti, i fogliaroli verdi maggiori si nutrono indifferentemente di frutta, artropodi (anche di buona taglia, come le locuste) e nettare.

### Riproduzione
L'osservazione di esemplari in amore fra gennaio e ottobre farebbe pensare a un periodo riproduttivo esteso a tutto l'arco dell'anno: i fogliaroli verdi maggiori sono uccelli Monogami, nei quali è la femmina ad occuparsi della costruzione del nido (una coppa di fibre vegetali intrecciate appesa alla punta del ramo di un albero) e della cova delle 2-3 uova (che dura una quindicina di giorni), mentre il maschio staziona di guardia nei pressi del nido e si occupa di reperire il cibo per sé e per la compagna, oltre che di collaborare con lei nell'allevamento della prole.
I pulli, ciechi e implumi alla schiusa, s'involano a partire dalla terza settimana di vita, rimanendo coi genitori ancora per almeno una decina di giorni (seguendoli nei loro spostamenti e chiedendo loro l'imbeccata, sebbene in maniera via via più sporadica), prima di affrancarsene definitivamente ed allontanarsene.

## Distribuzione e habitat
Il fogliarolo verde maggiore è diffuso nella penisola malese a partire dal Tenasserimcentrale, oltre che nelle grandi Isole della Sonda (Sumatra, Giava e Borneo, mancando in tutte dalla parte centrale), oltre che nelle isole satelliti fra le tre (comprese le Natuna).
L'habitat di questi uccelli è rappresentato dalla foresta pluviale di pianura e dalla foresta torbiera, generalmente primarie, sebbene questi uccelli si avventurino anche nelle foreste secondarie in ripresa, purché mature.

## Tassonomia
Se ne riconoscono due sottospecie:

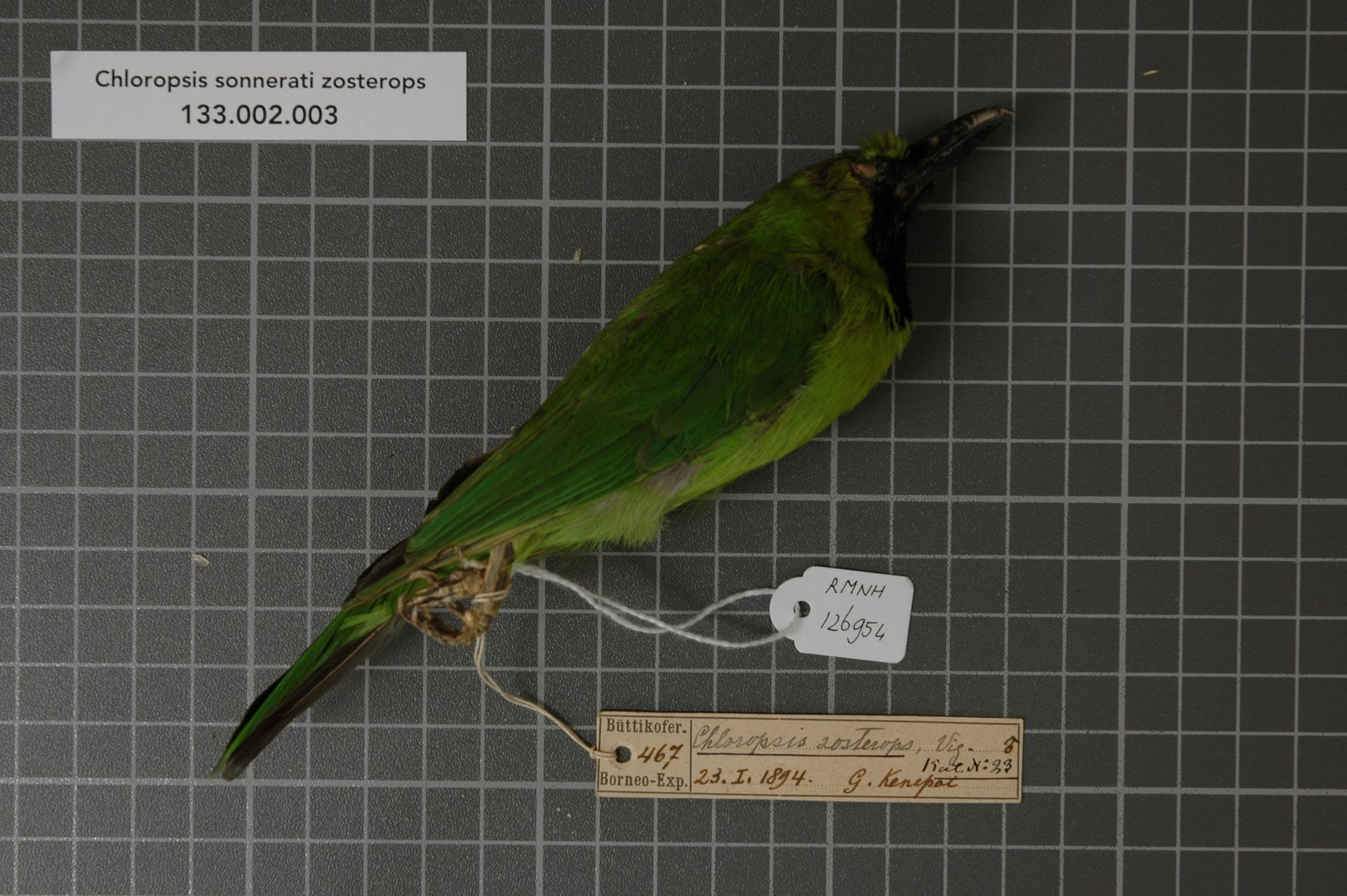
Maschio impagliato della sottospecie zosterops.

- Chloropsis sonnerati sonnerati Jardine & Selby, 1827 - la sottospecie nominale, diffusa a Giava e Bali;
- Chloropsis sonnerati zosterops Vigors, 1830 - diffusa nella maggior parte dell'areale occupato dalla specie;

Alcuni autori riconoscerebbero inoltre una sottospecie parvirostris di Nias, sinonimizzata con zosterops.